# Наумова къща (Лерин)
Наумовата къща (на гръцки: Οικία Nαούμ) е къща в град Лерин, Гърция.

## Местоположение
Къщата е разположена на улица „Сарандапорос“ № 26.

## История
Собственост е на Ели Наум, Клеоники Наум, Доротеа Сарандопулу и Димитриос Вуциадис.
В 1987 година къщата е обявена за паметник на културата.